# دونگولا (میزوری)
دونگولا (به انگلیسی: Dongola) یک منطقهٔ مسکونی در ایالات متحده آمریکا است که در شهرستان بالینگر، میزوری واقع شده‌است.